# Ivar Paulson
Ivar Paulson  (* 26. Mai 1922 in Tallinn, Republik Estland; † 6. März 1966 in Sollentuna, Schweden) war ein estnischer Ethnologe, Religionswissenschaftler und Dichter. Sein besonderes Interesse galt den Seelenvorstellungen der nordeurasischen Völker, insbesondere der alt-estnischen Volksreligion (Estnische Mythologie). 

## Leben und Wirken
Paulson ist der Sohn von Johannes Theodor Paulson (* 1887) und Maria Paulson, geborene Haggi (* 1892). Paulson hatte noch einen Bruder, Rolf Paulson. In Tallinn besuchte er das J. Westholmi Gümnaasium, später das Tallinna Õhtugümnaasium. Er studierte Ethnographie und Archäologe an der Universität Tartu und emigrierte nach dem Zweiten Weltkrieg zunächst nach Deutschland, wo er 1946 in Hamburg mit dem Thema  „Beiträge zur Wirtschaftsethnologie der Ostjaken“ promoviert wurde, und später nach Schweden. Ab dem Jahr 1951 lehrte und forschte er als Hochschullehrer in Stockholm. Dort wurde er im Jahr 1958 zum Dr. phil promoviert. Sein Hauptwerk sind seine Studien über die Religionen in Nordeurasien. Paulson veröffentlichte auch eine Gedichtsammlung Päikesele vastu (Eesti Kirjastus Orto, 1951) und nahm an den Aktivitäten der Estnischen Wissenschaftlichen Gesellschaft in Schweden (Eesti Teaduslik Selts Rootsis / Estniska Lärdomssällskapet i Sverige) teil.
Paulson war mit Linda Paulson, geborene Ment (* 1921) verheiratet.

## Ehrungen
An der Universität Tartu werden „Ivar Paulson Lectures“ abgehalten. Sie sind eine von der Estnischen Gesellschaft für Religionswissenschaft organisierte Vortragsreihe, die sich auf die wichtigsten Themen, Probleme und neuen Entwicklungen in der zeitgenössischen Religionswissenschaft fokuisiert.

## Publikationen (Auswahl)
- Päikesele vastu. Orto, Göteborg / Toronto 1951, auf antikvariaat.eu (Foto)
- Die primitiven Seelenvorstellungen der nordeurasischen Völker. Eine religionsethnographische und religionsphänomenologische Untersuchung. Stockholm. (The Ethnographical Museum of Sweden, Stockholm. Monograph Series, 5.) 1958
- Die Religionen der finnischen Völker. In: Ivar Paulson, Åke Hultkrantz, Karl Jettmar (Hrsg.): Die Religionen Nordeurasiens und der amerikanischen Arktis.(= Band 3, Die Religionen der Menschheit), Kohlhammer, Stuttgart 1962, S. 147–282.
- Die Religionen der nordasiatischen (sibirischen) Völker. In: Ivar Paulson, Åke Hultkrantz, Karl Jettmar (Hrsg.): Die Religionen Nordeurasiens und der amerikanischen Arktis. (= Band 3, Die Religionen der Menschheit), Kohlhammer, Stuttgart 1962, S. 5–147.
- The old Estonian folk religion. Bloomington, Indiana University; The Hague, Mouton  1971
- Seelenvorstellungen und Totenglaube der permischen und wolga-finnischen Völker. Numen 11, No. 3, 1964, ISSN 0029-5973, S. 212–242.
- Les rapports des ames animales avec les etres gardiens dans les croyances religieuses des peuples sibériens. Reprinted from Ethnos, 1960: 3–4. The Ethnographical Museum of Sweden, Stockholm 1960
- Vana eesti rahvausk: Usundiloolisi esseid. Vaba Eesti Sõna, New York 1966
- Alt-estnische Volksreligion. Versuch einer kurzen Zusammenfassung ihrer religions-phänomenologischen Hauptzüge. (= 4, Commentationes Balticae, XII/XIII), Baltisches Forschungsinstitut, Bonn 1967
- Vom Wesen und aus der Geschichte der Religion. Estonian Theological Society in Exile/Stockholm 1963
- Schutzgeister und Gottheiten des Wildes (der Jagdtiere und Fische) in Nordeurasien. Stockholm Studies in comparative Religion, 2, Stockholm 1961
- Zur Phänomenologie des Schamanismus. Zeitschrift für Religions- und Geistesgeschichte  (1964) 16 (2):121–141.
- Wald- und Wildgeister im Volksglauben der finnischen Völker. Zeitschrift für Volkskunde, 57. Jahrgang (1961)
- Vom Wesen und aus der Geschichte der Religion. Estonian Theological Society in Exile, Stockholm [Uppsala] 1963
- Beiträge zur Wirtschaftsethnologie der Ostjaken. Dissertationsschrift, Universität Hamburg, Hamburg 1946